# Situación (teoría de la comunicación)
En teoría de la comunicación, se denomina situación al factor de la comunicación que consiste en el contexto o marco de relación en el cual tiene lugar un proceso comunicativo cualquiera, el momento y el espacio en que tiene lugar. Como tal, es extralingüística, a diferencia del contexto, que es de naturaleza lingüística. Sin embargo, es importante para la comprensión del mensaje transmitido, de manera tal que el mismo mensaje puede cambiar su interpretación y significado según el momento o el lugar en que se transmita. Así, por ejemplo, una explicación o conferencia sobre trigonometría analítica recibe su correcta interpretación en un aula o sala de conferencias, pero puede ser mal interpretada en una tienda donde se venden tomates.
- Datos: Q2141565